# Монако Ла Валлетта, Раффаэле
Раффаэле Монако Ла Валлетта (итал. Raffaele Monaco La Valetta; 23 февраля 1827, Л’Акуила, Королевство Обеих Сицилий — 14 июля 1896, Рим, королевство Италия) — итальянский куриальный кардинал. Титулярный архиепископ Эраклеи с 9 по 12 января 1874. Генеральный викарий Рима с 21 декабря 1876 по 12 февраля 1884. Камерленго Священной Коллегии кардиналов с 27 февраля 1880 по 13 мая 1881. Великий пенитенциарий с 12 февраля 1884 по 14 июля 1896. Секретарь Верховной Священной Конгрегации Римской и Вселенской Инквизиции с 15 февраля 1884 по 14 июля 1896. Архипресвитер патриаршей Латеранской базилики с 4 марта 1885 по 14 июля 1896. Декан Священной коллегии кардиналов с 24 мая 1889 по 14 июля 1896. Префект Священной Конгрегации Церемониала с 1 марта 1889 по 14 июля 1896. Кардинал-священник с 13 марта 1868, с титулом церкви Санта-Кроче-ин-Джерусалемме с 16 марта 1868 по 24 марта 1884. Кардинал-епископ Альбано с 24 марта 1884 по 24 мая 1889. Кардинал-епископ Остии с 24 мая 1889.